# Juventudes Argentinas para la Emancipación Nacional
Juventudes Argentinas para la Emancipación Nacional (JAEN) fue una organización peronista en Argentina que existió entre 1967 y 1972, cuando sus integrantes ingresaron a Montoneros, o a las agrupaciones que integraban la Tendencia Revolucionaria Peronista. Estuvo liderada por Rodolfo Galimberti y en sus filas revistaron personalidades que luego se destacarían en la vida política argentina, como Carlos Grosso, Carlos Chacho Álvarez, Miguel Ángel Toma, Ernesto Jauretche, Marta Roldán, Julieta Bullrich, hermana de Patricia Bullrich, que la acercaría al "grupo de Galimberti" y Montoneros. También pertenecieron brevemente a la organización, los músicos Emilio del Guercio y Luis Alberto Spinetta, quienes poco después fundarían Almendra, una de las bandas de rock latino más célebres de América Latina. 

## Historia
Juventudes Argentinas para la Emancipación Nacional (JAEN) surgió en 1967 por iniciativa de Rodolfo Galimberti, exmilitante de Tacuara. La organización tuvo su base en la Universidad de Buenos Aires, principalmente en la Facultad de Filosofía y Letras, y adoptó una ideología peronista y nacionalista. En ese momento Argentina se encontraba bajo el poder de una dictadura, que había profundizado la persecución al peronismo iniciada en 1955, aboliendo toda la actividad política y diseñando un tipo de Estado dictatorial de características permanentes.
JAEN se sumó a la Resistencia peronista, un movimiento inorgánico surgido en 1955, para luchar contra las dictaduras y las elecciones no democráticas que se sucedieron desde entonces. Al surgir el grupo guerrillero Montoneros en 1970, JAEN comenzó a vincularse estrechamente con el mismo. En 1971 Galimberti fue nombrado por Perón como responsable de la Juventud Peronista, cargo desde el cual organizó las regionales vinculadas a Montoneros, bajo el nombre de Juventud Peronista Regionales, donde quedó subsumida JAEN.